# 来宮良子
来宮 良子（きのみや りょうこ、1931年7月10日 - 2013年11月25日）は、日本の声優、女優、ナレーター。東京俳優生活協同組合に所属していた。東京府荏原郡荏原町（後の東京府東京市荏原区、現:東京都品川区荏原）出身。
キャリア初期は、本名の櫻井 良子（さくらい りょうこ）名義でも活動していた。

## 来歴
小さい頃から本を朗読することが好きであり、アナウンサーになることを志望していた。
当初は東京府青山師範学校（後の東京第一師範学校）に通っていたが、小学4年生から東京都白金国民学校（現：港区立白金小学校）に転校。戦時中は疎開がてらに茨城県立土浦高等女学校（現：茨城県立土浦第二高等学校）に進学し、女子寮に入る。色々あり、一ヵ月で町の下宿に移り、姉と一緒に生活を始めたがそれも長続きせず東京都へ帰郷して調布高等女学校（現:田園調布学園中等部・高等部）に転校。
花嫁修業のつもりで東京家政学院短期大学に進学。1951年、東京家政学院短期大学在学時、NHKラジオドラマ『向う三軒両隣り』での一般公募オーディションに合格し娘役でデビュー。同時に大学を中退し、東京放送劇団へ四期生として入団した。同期生には黒沢良や山内雅人、川久保潔などがいる。その頃から、仲間と研究会のようなことで舞台を二度ほど経験しており、『阿Q正伝』だったと語る。しかしどうしてもあの空気が好きになれなかった。あまり人のいっぱいいるのが好きではなく、スタジオで1人でするのが良かった。舞台の脚光はほしくなく、全身をさらして大勢の人の前に立つのはいやだったという。
1952年には『君の名は』でナレーションを担当。当初は本名で活動していたが、劇団民藝に桜井良子という女優がいたため改名を決意し、1953年に『向う三軒両隣り』での役名「来宮」をとって現在の芸名となる。以降は『笛吹童子』など多くのNHKラジオドラマに出演し、声優の道を歩む。
テレビ放送開始したばかりの時期、2、3度はテレビドラマに出演していた。1955年にフリーとなり、ラジオ番組の司会や『アニーよ銃をとれ』で主演の吹き替えを担当するなど幅広く活動。森の会、プレーズセンターを経て、1958年に太平洋テレビジョン芸能部所属。1960年には東京俳優生活協同組合の創立に参加し、亡くなるまで同組合に在籍した。
1967年と1979年にACC賞（ナレーション部門）を受賞。2008年には、第2回声優アワードで功労賞を受賞した。
2013年4月以降、病気療養のためレギュラー出演していたナレーション業を降板し、代役・後任が立てられるようになった。同年11月25日午後5時47分、肺疾患による多臓器不全のため東京都港区の病院で死去。82歳没。生涯独身だった。通夜・葬儀は近親者で行った。遺作は同年7月17日に収録した『たけしの健康エンターテインメント!みんなの家庭の医学』のナレーションとなった。
2014年、第8回声優アワード「特別功労賞」を受賞。

## 特色・人物
声種はアルト。魅力的な低音の声を特徴としている。
吹き替えでは創生期より活動しており、モーリン・オハラなどのクール・ビューティーな女優に多く起用された。
ナレーターとしては『演歌の花道』や『いつみても波瀾万丈』、一連の大映ドラマなどで聴かせた独特な語りが来宮節と呼ばれ、高い人気を得た。また、オカルト系統の番組のナレーションはほぼ独擅場と言っていいほど多く担当していた。その一方で、劇団所属時代の経験から顔出しをしているのは所属事務所の宣材写真のみであり、ナレーター・声優としての顔出しのメディア出演はキャリアを通じて一貫して断っていた。
趣味は読書。ゴルフにも熱中していたという。
父は開業医で明治の人物だったことから、娘には当然厳格であり、宝塚歌劇団も見たことがなかった。

### エピソード
『演歌の花道』のナレーションについて来宮は、開始時における他の演歌番組のナレーターはほぼ男性だったことから取り組み方に試行錯誤したという。また、構成作家の曽我部博士による台本は普段口にしない言葉や文体、表現方法に悩む文が多く、苦労すると語る一方で「台本を生かすため一字一句変えずやっていますが、このようなひっかかりのある文句を語るところに独特の味が生まれてきたのではと思っています」と述べている。後に同番組は来宮の代表作の一つとなり、放送終了後に再放送が決定した際は「本当に嬉しいこと。今でもタクシーに乗ったりすると『演歌～の人ですか？』って聞かれるの。またレギュラーで復活できればいいな」とコメントしていた。
吹き替えで印象に残っている作品には、初めて老け役を担当したことから『アンタッチャブル』を挙げている。
『地獄先生ぬ〜べ〜』でオープニングナレーションを担当したのは、来宮がオカルト系統の番組のナレーション多く担当していたことからの縁であった。

## 後任・代役
| 後任       | 役名・役職     | 作品・番組名                                            | 初担当                   |
| ---------- | -------------- | ------------------------------------------------------- | ------------------------ |
| 杉本るみ   | ナレーション   | 『たけしの健康エンターテインメント!みんなの家庭の医学』 | 2013年8月頃              |
| 杉本るみ   | ナレーション   | 『世界ナゼそこに?日本人』                               | 不明                     |
| 杉本るみ   | ナレーション   | 『演歌の花道』                                          | 2014年新春スペシャル以降 |
| 杉本るみ   | ナレーション   | 『信長のシェフ』                                        | 第2シリーズ              |
| 杉本るみ   | ナレーション   | 『マジカル頭脳パワー!!』                                | 2025年特番               |
| 近藤サト   | ナレーション   | 『世界の怖い夜!』                                       | 2013年7月24日放送回      |
| 榊原良子   | ナレーション   | 『世界の怖い夜!』                                       | 2013年12月21日放送回     |
| 上村典子   | ナレーション   | 『世界の怖い夜!』                                       | 2015年12月26日回         |
| 寺瀬今日子 | ナレーション   | 『世界の怖い夜!』                                       | 2014年7月16日放送回以降  |
| 塩田朋子   | ドロシー       | 『紳士は金髪がお好き』                                  | 追加収録部分             |
| 塩田朋子   | ヘレン・ノエル | 『宇宙大作戦』                                          | DVD版追加収録部分        |

## 出演作品

### テレビドラマ
全てナレーションでの出演。
- 松本清張シリーズ『厭戦』（1966年1月4日、関西テレビ系）
- 火曜サスペンス劇場・火曜サスペンスクイズ（日本テレビ系）
- ライオン奥様劇場『未亡人有希子』（1977年5月 - 7月、フジテレビ系）
- スケバン刑事シリーズ（東映・フジテレビ系）
  - スケバン刑事II 少女鉄仮面伝説（1985年11月 - 1986年10月）
  - スケバン刑事III 少女忍法帖伝奇（1986年10月 - 1987年10月）
- 大映ドラマ 各作品（大映テレビ・フジテレビ系）
  - ヤヌスの鏡（1985年12月 - 1986年4月）
  - 花嫁衣裳は誰が着る（1986年4月 - 10月）
  - このこ誰の子?（1986年10月 - 1987年3月）
  - アリエスの乙女たち（1987年4月 - 9月）
  - プロゴルファー祈子（1987年10月 - 1988年4月）
- 大忠臣蔵（1989年1月、テレビ東京系）
- 続続・三匹が斬る! 第17話「花嫁の首恋しや妖怪鬼八」（1990年5月31日、テレビ朝日系） - 老婆の声
- Vの炎（1995年10月 - 11月、フジテレビ系）
- 凄絶!嫁姑戦争 羅刹の家（1998年4月 - 1998年6月、テレビ朝日系）
- 水曜女と愛とミステリースタート予告CMのみ（2001年1月 - 2005年3月、テレビ東京系）
- 女優・杏子（2001年1月 - 3月、東海テレビ制作、フジテレビ系）
- OL銭道（2003年4月、テレビ朝日系）第1話
- 愛の劇場『聞かせてよ愛の言葉を』（2005年2月 - 4月、TBS系）
- 天下騒乱〜徳川三代の陰謀（2006年1月、テレビ東京系）
- 新春歴史スペシャル『知られざる幕末の志士 山田顕義物語』（2012年1月2日、MBS・TBS系）
- 信長のシェフ（2013年1月 - 3月、テレビ朝日系）

### 映画
- きんぴら（1990年12月22日）

### テレビアニメ
1965年
- W3（星兄弟の母）

1966年
- 鉄腕アトム (アニメ第1作)
- 宇宙エース

1967年
- マッハGoGoGo（三船アヤ）
- リボンの騎士（ヘル夫人）

1968年
- サスケ（楓）
- 佐武と市捕物控（1968年 - 1969年、小いな、おまき）

1971年
- さすらいの太陽（野原道子）

1972年
- デビルマン（エバイン）

1979年
- ベルサイユのばら（デュ・バリー夫人）
- ドラえもん（テレビ朝日版第1期）（市民）

1980年
- フウムーン（モーズ）

1981年
- 銀河鉄道999（プロメシューム）
- 新竹取物語 1000年女王（ナレーション）

1983年
- イタダキマン（グバーナ〈バグーン〉）

1986年
- 青春アニメ全集・怪談（二位の尼）

1987年
- Mr.ペンペン（雪の女王）

1989年
- シティーハンター3（春子）

1996年
- 地獄先生ぬ〜べ〜（ナレーション）

2000年
- 学校の怪談

2002年
- サイボーグ009 THE CYBORG SOLDIER（ブラックゴースト〈女〉）

2003年
- WOLF'S RAIN（ハナビト）
- 魁!!クロマティ高校（ナレーション）

2004年
- 火の鳥（卑弥呼）
- 魔法少女隊アルス（グランドマスター）

2006年
- 銀魂（ナレーション）

2009年
- 源氏物語千年紀 Genji（生き霊）

2011年
- HUNTER×HUNTER（第2作）（老婆）

2012年
- ゆるゆり♪♪（TVからの声）

### 劇場アニメ
1979年
- 銀河鉄道999（プロメシューム）

1981年
- さよなら銀河鉄道999 アンドロメダ終着駅（プロメシューム）
- ユニコ（夜風）

1982年
- 1000年女王（楊貴妃）

1986年
- アリオン（ガイア）

1988年
- 魁!!男塾（謎のマイク音声）

1994年
- ドラえもん のび太と夢幻三剣士（声）

2007年
- クレヨンしんちゃん 嵐を呼ぶ 歌うケツだけ爆弾!（金波）

2013年
- 聖☆おにいさん（ナレーション）

### OVA
- 孔雀王3 櫻花豊穣（1991年、綾乃、大原節子）
- 世界の光 親鸞聖人（1992年、ナレーター）
- 気分は形而上 実在OL講座（1994年、ナレーション）
- ジョジョの奇妙な冒険（1994年、スージーQ）
- てなもんやボイジャーズ（1999年、ナレーション）
- 聖☆おにいさん（2012年、ナレーション）

### ゲーム
1995年
- 真怨霊戦記（ナレーション）

1999年
- ガレリアンズ（ドロシー）

2001年
- 松本零士999 〜Story of Galaxy Express 999〜（プロメシューム）

2002年
- ガレリアンズ:アッシュ（ドロシー）

2003年
- ワイルドアームズ アルターコード:エフ（マザー）
- 007ナイトファイア（M）

### 吹き替え

#### 女優
モーリン・オハラ
- 長い灰色の線（メアリー・オドネル）※NET版
- ハバナの男（ベアトリス）
- マクリントック（キャサリン）※NET版
- わが谷は緑なりき（アンハード）※NET版

ジェーン・ラッセル
- 美しき未亡人
- 紳士は金髪がお好き（ドロシー・ショー）※フジテレビ版

#### 映画
- 愛と悲しみのハリウッド（ヘレン・ローソン〈ジーン・シモンズ〉）
- 愛の狩人（シンディ）※ビデオ・LD版
- アウトランド（ラザルス医師〈フランシス・スターンハーゲン〉）※テレビ朝日版
- 暁の用心棒（マルカ〈ジア・サンドリ〉）
- 悪の花園（リア〈スーザン・ヘイワード〉）※テレビ朝日新録版
- アマゾネス（オルティア〈サヴィーヌ・サン〉）
- ヴェラクルス（マリー・デュバル伯爵夫人〈デニーズ・ダーセル〉）
- ウォタルー街（ティリー・コルター〈ジョイ・シェルトン（英語版）〉）
- オーメン（ベイロック夫人〈ビリー・ホワイトロー〉）※テレビ・LD版 テレビ版はDVD・Blu-ray収録
- 黄金の賞品（マリア〈マイ・セッタリング〉）※TBS版
- 大いなる遺産（ディンズムア夫人〈アン・バンクロフト〉）
- お嬢さん、お手やわらかに!（マーガライト〈シモーヌ・ルナン〉）※フジテレビ版（DVD・Blu-ray収録）
- 鬼教師ミセス・ティングル（ミセス・ティングル〈ヘレン・ミレン〉）
- 過去のない男（エバ・ウェインライト）
- 風と共に散る（ルーシー・ムーア〈ローレン・バコール〉）※NET版
- 華麗なる相続人（シモネッタ〈イレーネ・パパス〉）
- 紀元前1万年（巫母〈モナ・ハモンド〉）※テレビ朝日版
- 危険な道（マギー・ヘインズ〈パトリシア・ニール〉）
- 吸血鬼ドラキュラ（女吸血鬼〈ヴァレリー・ガウント〉）
- 暗闇でドッキリ（ドミニク・バロン夫人〈トレイシー・リード〉）※テレビ朝日版
- コクーン2/遥かなる地球（ローズ〈エレイン・ストリッチ〉）※テレビ朝日版
- 国際諜報局（ジーン・コートニー〈スー・ロイド〉）
- サスペリア
- 山河遥かなり（マレイ夫人〈アリーン・マクマホン〉）
- ジキル博士はミス・ハイド（ウンターベルト夫人〈ポリー・バーゲン〉）※フジテレビ版
- 七年目の浮気（ヘレン・シャーマン〈イヴリン・キース〉）※フジテレビ版
- 邪魔者は殺せ
- 13日の金曜日（ボーヒーズ夫人〈ベッツィ・パーマー〉）
- 情熱の狂想曲（エイミー〈ローレン・バコール〉）
- 情熱の友（英語版）（ミス・レイトン〈ベティ・アン・デイヴィス（英語版）〉）
- シンドバッド 虎の目大冒険（ゼノビア〈マーガレット・ホワイティング〉）※ソフト・TBS版
- スーパーガール（セレナ〈フェイ・ダナウェイ〉）
- スーパーマリオ 魔界帝国の女神（レナ〈フィオナ・ショウ〉[24]）※ソフト版
- スーパーマンIII/電子の要塞（ヴェラ・ウェブスター〈アニー・ロス〉）
- スティング（ビリー〈アイリーン・ブレナン〉）※テレビ朝日版
- 征服されざる人々（アビー〈ポーレット・ゴダード〉）
- 続・荒野の用心棒（マリア〈ロレダナ・ヌシアク〉）
- ソドムとゴモラ（ベラ女王〈アヌーク・エーメ〉）
- ターザンの猛襲（ランシング夫人）
- タイタンの戦い（テティ〈マギー・スミス〉）※テレビ朝日版
- 第七の暁（ダーナ〈キャプシーヌ〉）
- 007 オクトパシー（オクトパシー〈モード・アダムス〉）※TBS版
- 脱獄の報酬（クリスティーナ〈ダニエル・ダリュー〉）※テレビ朝日版
- 断崖（リナ・マクレイドロウ〈ジョーン・フォンテイン〉）※TBS版
- チャーリーと14人のキッズ（ミス・グウィネス・ハリダン〈アンジェリカ・ヒューストン〉）
- 12モンキーズ（天体物理学者〈キャロル・フローレンス〉）※フジテレビ版
- 闘将スパルタカス（クローディア〈ジャンナ・マリア・カナーレ〉）※テレビ朝日版
- 隣の女（オディル・ジェーヴ夫人）
- トニー・ローム/殺しの追跡（リタ〈ジーナ・ローランズ〉）※TBS版（DVD収録）
- 渡洋爆撃隊（ポーラ〈ミシェル・モルガン〉）※TBS版
- 何かいいことないか子猫チャン（ルネ・ルフェーヴル〈キャプシーヌ〉）※TBS版
- ナバロンの要塞（マリア・パパディモス〈イレーネ・パパス〉）※テレビ朝日版
- 白銀は招くよ!（エヴァ〈マルギット・ニュンケ〉）※東京12チャンネル版
- ハスラー2（ジャネル〈ヘレン・シェイヴァー〉）
- パリの恋人（マギー・プレスコット〈ケイ・トンプソン〉）※東京12チャンネル版
- バンドレロ（マリア・ストーナー〈ラクエル・ウェルチ〉）
- 必殺の用心棒（ベス〈ジェニー・オーク〉）※NET版
- 必死の逃亡者（エリー・ヒリアード〈マーサ・スコット〉）※NHK版
- フォートレス/未来要塞からの脱出（ゼッド-10〈キャロリン・パーディ＝ゴードン〉）※日本テレビ版
- フレディVSジェイソン（ボーヒーズ夫人〈ポウラ・シャウ〉）※DVD版、テレビ東京版[25]
- プレデター2（イレーネ〈リリアン・ショーヴァン〉）※テレビ朝日版
- ポーズ! おしゃべりパソコン犬危機一髪!（英語版）（アニヤ〈サンディ・ゴア〉）
- ホーム・アローン2（鳩おばさん〈ブレンダ・フリッカー〉）※テレビ朝日版
- マッキントッシュの男（ゲルダ〈ジェニー・ラナカー〉）※テレビ朝日版
- マドモアゼル（マドモアゼル〈ジャンヌ・モロー〉）
- ママのご帰還（エレン〈アイリーン・ダン〉）※TBS版
- ミザリー（マーシャ〈ローレン・バコール〉）※VHS・旧盤DVD・日本テレビ版
- Mr.&Mrs. スミス（アトランタ〈アンジェラ・バセット〉）※テレビ朝日版
- Mr.レディMr.マダム（シモーヌ・デブロン）
- ロイ・ビーン（リリー・ラングトリー〈エヴァ・ガードナー〉）※フジテレビ版

#### 海外ドラマ
- アイランダーズ（英語版）
- アニーよ銃を取れ（アニー〈ゲイル・デイビス〉）
- アンタッチャブル（バーカー）
- ER緊急救命室（ラーブ）
- 奥さまは魔女（エンチャンドラ〈エステル・ウィンウッド〉）
- 億万長者と結婚する法（英語版）（マイク・マッコール〈メリー・アンダース〉） テレビシリーズ
- 怪鳥人間バットマン（セリーナ・カイル/ミス・キャット〈ジュリー・ニューマー、アーサー・キット〉）※フジテレビ版
- ガンスモーク（キティ・ラッセル〈アマンダ・ブレイク〉）
- キャプテン・スカーレット （コンチェルトエンジェル）
- 新・刑事コロンボ マリブビーチ殺人事件（ジェス・マカーディ〈ブレンダ・ヴァッカロ〉）
- スペース1999（コンピュータの声）
- 特捜隊アダム12（無線の声）
- 逃亡者 (1963年のテレビドラマ) #6（ジェニーの母〈マデリーン・シャーウッド〉[注釈 1]、#59（フロー〈セレステ・ホルム〉）[注釈 1]、#76（バーバラ〈ジャニス・ルール〉）、#116（ダヴァラ・ウナワ〈ダイアナ・サンズ（英語版）〉）
- 秘密指令S（英語版） #7（ヴェロニカ）
- 謎の円盤UFO（ミス・イーランド〈ノーマ・ロナルド〉）
- ハリーズ・ロー 裏通り法律事務所（アンナ・ニコルソン〈イルマ・P・ホール〉）

#### 海外アニメ
- ペンギン物語〜きらきら石のゆくえ〜（ナレーション）
- リトルフット（首長の長老）
- リトルフット クビナガ恐竜がやってきた（オールド・ワン）

### ラジオ
- 君の名は（1952年 NHK）
- 笛吹童子（1953年 NHK）
- 海によせるバラード（1959年、ニッポン放送） - 女[26]
- 雲の絵本（1960年、ニッポン放送） - 雲B[27]
- 来宮良子のミュージックコラム（1975年 TBSラジオ）
- NISSAN あ、安部礼司〜BEYOND THE AVERAGE（2011年8月28日、TOKYO FM制作・JFN系列）

### CD
- ファンタシースター〜封じられし記憶〜 ドラマCD＆ファンブック （ジーン）
- パンツァーポリス1935 ようこそ機甲都市 伯林（ナレーション）

### バラエティ・生活情報番組
全てナレーションとして出演。
- 家庭ゲーム（1954年1月1日 NHKテレビ）
- 演歌の花道
- いつみても波瀾万丈
- マジカル頭脳パワー!!
- 投稿!特ホウ王国
- 笑う犬の生活-YARANEVA!!- -「てるとたいぞう」、「4階の家具売り場の謎」の2コーナー担当
- 最終警告!たけしの本当は怖い家庭の医学 ⇒ たけしの健康エンターテインメント!みんなの家庭の医学
- 世界の恐怖映像
- カミングダウト
- 8時です!みんなのモンダイ
- さんぷんまる
- バラエティーニュース キミハ・ブレイク
- 日本史サスペンス劇場
- 高田・大竹・渡辺のオヤジ3人旅
- 伝説の刑事〜あの重大事件の舞台裏〜
- 笑いの花道
- ビートたけしのTVタックル
- news every.「特集」コーナー
- 美少女ヌードル
- USO!?ジャパン
- ひみつの嵐ちゃん!
- 実録!世界の愛憎ミステリー 妻VS夫 殺しの修羅場ファイル
- 実録!これが世界のミステリー
- 世界の怖い夜! 春休み大絶叫SP!!

### CM

#### テレビCM
全てナレーションとして出演（※映画は制作または配給会社ごとに分類）。

##### 映画関連
- 日本ヘラルド映画
  - 雪物語（1977年）
  - ハリケーン（1979年）
  - ドーバー海峡殺人事件（1984年）
  - スペースバンパイア（1985年）
  - 女と男の名誉（1985年）
- 東映
  - 1000年女王（1982年）
  - 櫂（1985年）
  - サロゲート・マザー（1986年）
  - 夜汽車（1987年）
  - 極道の妻たちシリーズ
    - 極道の妻たち 最後の戦い（1990年）
    - 新極道の妻たち 惚れたら地獄（1994年）
    - 極道の妻たち 死んで貰います（1999年）

  - 天国の大罪（1992年）
- ユナイテッド・アーティスツ
  - 針の眼（1981年）
- ユニバーサル・ピクチャーズ
  - 炎の少女チャーリー（1984年）
- 角川文庫
  - 湯殿山麓呪い村（1984年）
- UIP
  - 背信の日々（1988年）
- 松竹富士
  - V.マドンナ大戦争（1985年）
- MARUGENビル
  - 食卓のない家（1985年）
- ジョイパックフィルム
  - フェノミナ（1985年）
- CIC
  - ガーディアン/森は泣いている（1990年）
- アスキーベストロン映画
  - チャイニーズ・ゴースト・ストーリー2（1990年）
- 東宝
  - 家なき子 みなし子すずの哀しい旅（1994年）

ほか

##### 開業告知
- 北海道ローカル
  - スーパーディスコ・クリプトン（1985年）
- 関西ローカル
  - ナビオ阪急（1980年）
  - 近鉄百貨店阿倍野店（1988年） - ※新館オープン
- 高知県ローカル
  - 高知スーパーマーケット「ショッパーズプラザコーチ」（1979年） - ※帯屋町店を増改築し、店舗ブランド名を変更

##### 放送局関連
- 名古屋放送（現：名古屋テレビ放送）
  - 「グリーンキャンペーン 『街に緑を』」（1980年代） - 同局の緑化推進運動（絵・佃公彦）[28]

##### 楽曲関連
- BMG VICTOR
  - 角松敏生「BEFORE THE DAYLIGHT」（1988年）

##### 商品など
- アートネイチャー
  - 「マープ増毛法」（1989年）
- アスキー
  - 「ダービースタリオン96」（1996年）
- アンネ
  - 「ニーナRE」（1982年）
- カゴメ
  - 「ブイトーニ」（1984年）
- カシオ計算機
  - 「カシオパソコン」（1982年）
- カルビー
  - 「カルビーポテトチップスホットチリソース」（1995年）
- キーコーヒー
  - 「トアルコトラジャコーヒー」（1989年）
- サントリー
  - 「デリカ（白ワイン）」（1978年）
  - 「缶入りジンフィズ」（1979年）
- シャープ
  - 「書院」（1991年）
- スタミナ食品
  - 「こてっちゃん」（1985年）
- セブン-イレブン
  - 「夏の冷やし麺」（1988年）
- ソニー
  - 「ソニーカセットテープ」（1978年）
- ソフトバンクモバイル
  - 「AQUOSケータイ SoftBank 932SH」（2009年）
- ダイエー
  - 「夏物衣料半額セール」（1987年）
- ダイハツ
  - 「ミラ・パルコ」（1988年）
- バンダイ
  - 「ドラゴンボール 神龍の謎」（1986年）
- ヒューマン
  - 「爆走デコトラ伝説 男一匹夢街道」（1998年）
- ペプシジャパン
  - 「フリーダム」（1992年頃）
- マドラス
  - 企業広告（1983年、出演：岡田眞澄[注釈 2]）
- ミツカン
  - 「ぽんしゃぶ・ごましゃぶ」（1990年、出演：桜金造）
- モード学園
  - 企業広告（1987年、クロネコとヒヨコ編）
- ヤクルト本社
  - 「野菜ジュース」（1987年）
- ヤマト運輸
  - 「クール宅急便」（1990年 - 1994年、出演：吉幾三ほか（※裕木奈江と共演したCMもある））
- リクルート
  - 「週刊ビーイング」（1991年、出演：所ジョージ）
- ワーナー・ランバード
  - 「ホールズ」（1997年）
- ワコール
  - 「プリリブラ」（1978年）
  - 「フロントファスナー824ボディースーツ」（1978年）
  - 「フロントホックブラ」（1979年）
  - 「タミーガードル」（1979年）
  - 「タミーガードル4425」（1980年）
  - 「スポーツブラ」（1981年）
  - 「Good Up ガードル Vバック」（1993年）
- 浅田飴
  - 「シュガーカット」（1981年）
- 旭化成工業
  - 「ラムース」（1984年）
- 旭化成建材
  - 「ヘーベルパワーボード」（1985年）
- 朝里川温泉スキー場
  - 企業広告（1980年） - 北海道ローカル
- 出光興産
  - 「SUZSY BiNGO（涼しいビンゴ）」（1990年、出演：とんねるず）
- 大阪ガス
  - 「ぴこぴこ」（1982年、ビリヤード編） - 関西ローカル
- 学生援護会
  - 「デイリーan」（1991年）
- 京タンス
  - 企業広告（1979年） - 京都府ローカル
- 金鳥
  - 「ダニキンチョール」（1983年）
- 久保田鉄工
  - 「春風ライダー」（1985年）
- 三共株式会社
  - 「ジゼ」（1991年）
- 三洋電機
  - 「サンヨー石油ファンヒーター」（1982年）
- 白子
  - 「お茶漬けサラサラ」（1991年）
  - 「手巻きのり」（1991年）
- 象印マホービン
  - 「電子ジャーしあわせ」（1973年）
- 寿がきや
  - 「小さなおうどん」（1994年）
- 大王製紙
  - 「エリエールハンカチーフティシュー」（1981年）
  - 「エリエールトイレットティシュー」（1981年）
- 大正製薬
  - 「大正ゴキブリゾロゾロ」（1989年）
- 大和證券
  - 「長銀のワリチョー」（1984年）
- 出羽桜酒造
  - 「出羽桜吟醸酒」（1993年） - 山形県ローカル
- 電電公社 → NTT
  - 「ビジネスホン」（1983年）
  - 「NTTカードC」（1992年）
- 東京ガス
  - 「ガスルームエアコン」（1985年） - 関東ローカル
- 東洋工業（マツダ）
  - 「サバンナ」（1972年）
  - 「コスモロ－タリー」（1981年）
  - 「ルーチェロータリー」（1981年）
- 東洋水産
  - 「マルちゃん赤いきつねと緑のたぬき」（1998年、日本よりどり家族の旅プレゼント」編。出演：武田鉄矢ほか）
- 東陶機器
  - 「消太郎」（1994年）
- 日清食品
  - 「日清焼そばU.F.O. 遊歩人Tシャツプレゼント」（1986年、出演：とんねるず）
- 日立製作所
  - 「ボンジュール」（1985年 - 1986年）
  - 「留守番テレホン」（1986年）
  - 「サテラAI」（1990年）
- 日立マクセル
  - 「マクセルエピタキシャルビデオカセット」（1981年、出演：岡本太郎）
- 富士通
  - 「OASYS」（1980年）
- 松下電器産業
  - 「マックロード88」（1976年、出演：森繁久彌）
  - 「トータルシステムキッチン LL-DX」（1978年）
  - 「パナソーラ」（1983年）
- 丸井
  - 「世界のブランド」（1977年）
- 三貴
  - 「ミス・タカオ」（1984年）
- 三田工業
  - 「コピー機（Mita DC-131 ほか）」（1981年、1989年）
- 御幸毛織
  - 「アドパリ」（1989年）
- 森下仁丹
  - 「暮らしのデオドライザーシリーズ」（1984年）

ほか多数

#### ラジオCM
- 伊勢丹
  - 企業広告（1971年）
- 資生堂
  - 「ナチュラルグロウ」（1971年）
- 赤井電機
  - 「アカイテープデッキGXシリーズ」（1972年）

### その他
- 倉橋ヨエコシングルCD『楯』（1曲目が表題曲の朗読）
- プライムショッピング『演歌の頂天（いただき）』
- こどもにんぎょう劇場
  - 「バラモンとトラとジャッカル」
  - 「ききみみずきん」（ナレーション、フクロウ）
- シベリア強制 抑留者の証言 第一回 望郷（ナレーション。2000年、制作：（財）日本広報センター）